# Sphère publique

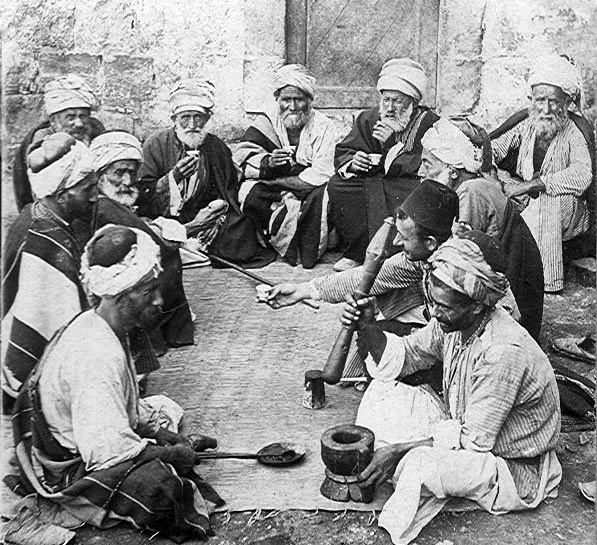
Une discussion de café

La sphère publique (allemand : Öffentlichkeit) est un domaine de la vie sociale où les individus peuvent se réunir pour discuter et identifier librement des problèmes de société et, à travers cette discussion, influencer l'action politique. La sphère publique est un lieu commun à tous, où les idées et les informations peuvent être échangées. Une telle discussion est appelée débat public et est définie comme l'expression d'opinions sur des questions qui préoccupent le public - souvent, mais pas toujours, avec des opinions opposées ou divergentes exprimées par les participants à la discussion. Le débat public se déroule principalement par le biais des médias de masse, mais aussi lors de réunions ou par le biais des médias sociaux, des publications universitaires et des documents de politique gouvernementale. Le terme est inventé à l'origine par le philosophe allemand Jürgen Habermas qui a défini la sphère publique comme " constituée de personnes privées réunies en tant que public et articulant les besoins de la société avec l'État ". Le chercheur en communication Gerard A. Hauser le définit comme " un espace discursif dans lequel des individus et des groupes s'associent pour discuter de questions d'intérêt mutuel et, si possible, pour parvenir à un jugement commun à leur sujet ". La sphère publique peut être vue comme « un théâtre dans les sociétés modernes où la participation politique se joue par le biais de la parole »  et « un domaine de la vie sociale dans lequel l'opinion publique peut se former ».
Décrivant l'émergence de la sphère publique au XVIIIe siècle, Habermas note que le domaine public, ou sphère, est à l'origine « coextensif à l'autorité publique »  tandis que « la sphère privée comprend la société civile au sens étroit, c'est-à-dire disons, le domaine de l'échange marchand et du travail social ». Alors que la « sphère de l' autorité publique » traite de l'état, ou de la police, et la classe dirigeante, ou les autorités féodales (église, princes et de la noblesse), l'« authentique« sphère publique dans une sens politique, est née à cette époque de l'intérieur du domaine privé, en particulier, en relation avec les activités littéraires, le monde des lettres. Cette nouvelle sphère publique couvrait les domaines public et privé et « par le biais de l'opinion publique, elle mettait l'État en contact avec les besoins de la société ». « Cet espace est conceptuellement distinct de l'État : il [est] un lieu de production et de circulation de discours qui peuvent en principe être critiques à l'égard de l'État ». La sphère publique « est également distincte de l'économie officielle; ce n'est pas une arène de relations marchandes mais plutôt l'une des relations discursives, un théâtre pour débattre et délibérer plutôt que pour acheter et vendre ». Ces distinctions entre « appareils d'État, marchés économiques et associations démocratiques... sont essentielles à la théorie démocratique ». Les gens eux-mêmes en sont venus à voir la sphère publique comme une institution régulatrice contre l'autorité de l'État. L'étude de la sphère publique est centrée sur l'idée de démocratie participative et sur la manière dont l'opinion publique devient action politique.
Selon l'idéologie de la théorie de la sphère publique, les lois et les politiques du gouvernement doivent être dirigées par la sphère publique et les seuls gouvernements légitimes sont ceux qui écoutent la sphère publique. « La gouvernance démocratique repose sur la capacité et l'opportunité pour les citoyens de s'engager dans un débat éclairé » . Une grande partie du débat sur la sphère publique repose sur la question de la structure théorique de base de la sphère publique, comment l'information est délibérée dans la sphère publique et quelle influence la sphère publique a sur la société ?

## Définitions
Jürgen Habermas déclare « Nous appelons les événements et les occasions 'publics' lorsqu'ils sont ouverts à tous, contrairement aux affaires fermées ou exclusives ». Cette sphère publique est un « domaine de notre vie sociale dans lequel quelque chose qui se rapproche de l'opinion publique peut se former. L'accès est garanti à tous les citoyens ».
Cette notion de public devient évidente en termes de santé publique, d'éducation publique, d'opinion publique ou de propriété publique. Ils s'opposent aux notions de santé privée, d'enseignement privé, d'opinion privée et de propriété privée. La notion de public est intrinsèquement liée à la notion de privé.
Habermas  souligne que la notion de public est liée à la notion de commun. Pour Hannah Arendt  la sphère publique est donc « le monde commun » qui « nous rassemble et pourtant nous empêche de tomber les uns sur les autres ».
Habermas définit la sphère publique comme une « société engagée dans un débat public critique ».
Les conditions de la sphère publique sont les suivantes selon Habermas :  
- La formation de l'opinion publique
- Tous les citoyens y ont accès.
- Conférence de manière illimitée (basée sur la liberté de réunion, la liberté d'association, la liberté d'expression et de publication d'opinions) sur des questions d'intérêt général, ce qui implique l'absence de contrôle économique et politique.
- Débat sur les règles générales régissant les relations.

## Jürgen Habermas: sphère publique bourgeoise
La plupart des conceptualisations contemporaines de la sphère publique sont basées sur les idées exprimées dans le livre de Jürgen Habermas , The Structural Transformation of the Public Sphere – An Inquiry into a Category of Bourgeois Society, qui est une traduction de son Habilitationsschrift , Strukturwandel der Öffentlichkeit:Untersuchungen zu einer Kategorie der bürgerlichen Gesellschaft . Le terme allemand Öffentlichkeit (sphère publique) englobe une variété de significations et il implique un concept spatial, les sites sociaux ou les arènes où les significations sont articulées, distribuées et négociées, ainsi que le corps collectif constitué par, et dans ce processus, " le public". Le travail est toujours considéré comme le fondement des théories contemporaines de la sphère publique, et la plupart des théoriciens le citent lorsqu'ils discutent de leurs propres théories.
La sphère publique bourgeoise peut être conçue avant tout comme la sphère des personnes privées réunies en public ; ils revendiquèrent bientôt la sphère publique régulée par le haut contre les pouvoirs publics eux-mêmes, pour les engager dans un débat sur les règles générales régissant les relations dans la sphère fondamentalement privatisée mais publiquement pertinente de l'échange marchand et du travail social.
À travers cet ouvrage, il rend compte de la création, du bref épanouissement et de la disparition d'une sphère publique « bourgeoise » à partir de débats et de discussions rationnels-critiques: Habermas stipule qu'en raison de circonstances historiques particulières, une nouvelle société civile est apparue au XVIIIe siècle. Poussé par un besoin d'arènes commerciales ouvertes où les nouvelles et les sujets d'intérêt commun pourraient être librement échangés et discutés - accompagné par des taux croissants d'alphabétisation, l'accessibilité à la littérature et un nouveau type de journalisme critique - un domaine distinct des autorités au pouvoir a commencé à évoluer à travers l'Europe. « Dans son affrontement avec les pratiques obscures et bureaucratiques de l'État absolutiste, la bourgeoisie émergente a progressivement remplacé une sphère publique dans laquelle le pouvoir du dirigeant était simplement représenté devant le peuple par une sphère dans laquelle l'autorité de l'État était publiquement surveillée à travers un discours informé et critique par les gens ».
Dans son analyse historique, Habermas relève trois critères dits « institutionnels » comme conditions préalables à l'émergence de la nouvelle sphère publique. Les arènes discursives, telles que les cafés britanniques, les salons français et les Tischgesellschaften allemandes « peuvent différer par la taille et la composition de leurs publics, le style de leurs débats, le climat de leurs débats et leurs orientations thématiques », mais « toutes ces discussions organisées entre les personnes avaient tendance à être régulières ; et, par conséquent, elles avaient en commun un certain nombre de critères institutionnels :
1. Mépris du statut : Préservation d' « une sorte de rapports sociaux qui, loin de présupposer l'égalité de statut, méconnaissent complètement le statut. . . . Non pas que cette idée du public ait réellement été réalisée sérieusement dans les cafés, les salons et les sociétés ; mais en tant qu'idée, elle s'était institutionnalisée et ainsi énoncée comme une revendication objective. Si elle n'était pas réalisée, il était au moins conséquente." ( loc. cit. )
2. Domaine d'intérêt commun : "... la discussion au sein d'un tel public supposait la problématisation de domaines qui jusqu'alors n'avaient pas été remis en cause. Le domaine de « l'intérêt commun » qui faisait l'objet de l'attention critique du public restait une chasse gardée dans laquelle les autorités ecclésiastiques et étatiques avaient le monopole de l'interprétation. . . . Les particuliers pour qui le produit culturel devenait disponible comme marchandise le profanaient dans la mesure où ils devaient déterminer par eux-mêmes (par le biais d'une communication rationnelle entre eux) son sens, le verbaliser, et donc énoncer explicitement ce qui, précisément, dans son implicite pour si longtemps pouvait affirmer son autorité." ( loc. cit. )
3. Inclusivité : Aussi exclusif que puisse être le public dans un cas donné, il ne pourrait jamais se fermer complètement et se consolider en tant que clique ; car il a toujours compris et s'est trouvé immergé dans un public plus inclusif de tous les particuliers, des personnes qui - dans la mesure où elles étaient possédées et éduquées - en tant que lecteurs, auditeurs et spectateurs pouvaient se prévaloir via le marché des objets qui faisaient l'objet de la discussion. Les questions abordées sont devenues « générales », non seulement dans leur signification, mais aussi dans leur accessibilité : tout le monde devait pouvoir participer. . . . Partout où le public s'établit institutionnellement comme groupe stable de discutants, il ne s'assimile pas au public mais prétend tout au plus se faire son porte-parole, en son nom, peut-être même son éducateur – la nouvelle forme de représentation bourgeoise » ( loc. .cit. ).

Habermas soutenait que la société bourgeoise cultivait et défendait ces critères. La sphère publique était bien établie dans divers endroits, y compris les cafés et les salons, des zones de la société où diverses personnes pouvaient se réunir et discuter de questions qui les concernaient. Les cafés de la société londonienne devinrent à cette époque les centres de la critique artistique et littéraire, qui s'élargit progressivement pour inclure même les conflits économiques et politiques comme sujets de discussion. Dans les salons français, comme le dit Habermas, « l'opinion s'émancipe des liens de la dépendance économique ». Toute nouvelle œuvre, ou un livre ou une composition musicale devait trouver sa légitimité dans ces lieux. Il a non seulement ouvert un forum pour l'expression de soi, mais est en fait devenu une plate-forme pour diffuser ses opinions et ses programmes de discussion publique.

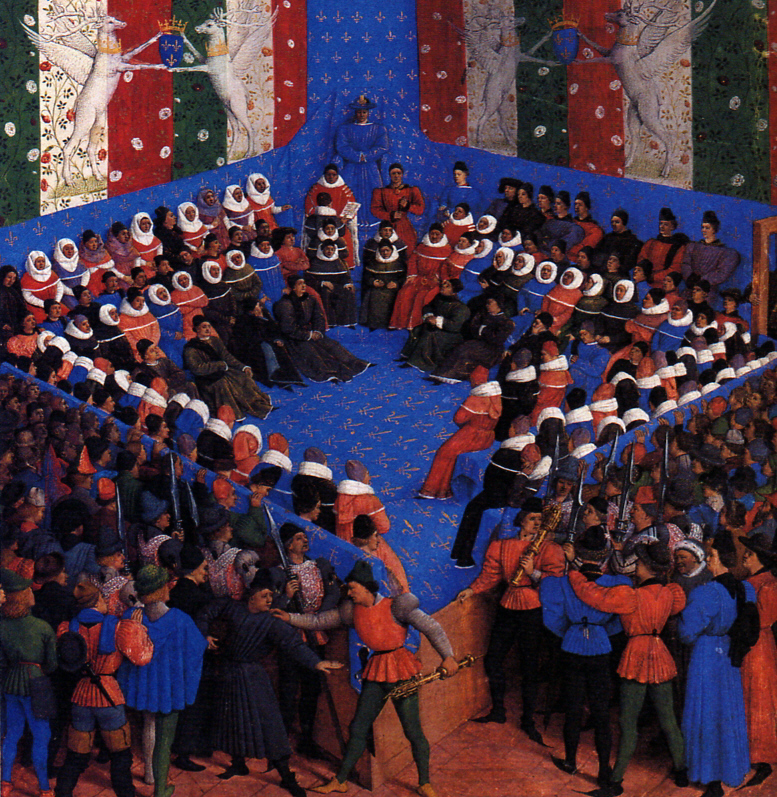
Action parlementaire sous Charles VII de France

L'émergence d'une sphère publique bourgeoise a été particulièrement soutenue par la démocratie libérale du XVIIIe siècle qui a mis à la disposition de cette nouvelle classe politique des ressources pour établir un réseau d'institutions telles que des entreprises d'édition, des journaux et des forums de discussion, et la presse démocratique a été le principal outil d'exécution. cette. La principale caractéristique de cette sphère publique était sa séparation du pouvoir de l'Église et du gouvernement en raison de son accès à une variété de ressources, à la fois économiques et sociales.

Comme le soutient Habermas, en temps voulu, cette sphère de la politique rationnelle et universaliste, libre à la fois de l'économie et de l'État, a été détruite par les mêmes forces qui l'ont initialement établie. Cet effondrement était dû à la tendance consumériste qui s'est infiltrée dans la société, de sorte que les citoyens sont devenus plus préoccupés par la consommation que par les actions politiques. De plus, la croissance de l'économie capitaliste a conduit à une répartition inégale des richesses, élargissant ainsi la polarité économique. Soudain, les médias sont devenus un outil des forces politiques et un support publicitaire plutôt que le support par lequel le public obtenait ses informations sur les questions politiques. Cela a eu pour conséquence de limiter l'accès à la sphère publique et le contrôle politique de la sphère publique était inévitable pour que les forces capitalistes modernes opèrent et prospèrent dans l'économie concurrentielle.
C'est ainsi qu'est apparue une nouvelle forme d'influence, à savoir le pouvoir médiatique, qui, utilisé à des fins de manipulation, s'est une fois pour toutes occupé de l'innocence du principe de publicité. La sphère publique, simultanément restructurée et dominée par les médias de masse, s'est développée en une arène infiltrée par le pouvoir dans laquelle, par le biais de la sélection des sujets et des contributions thématiques, une bataille est menée non seulement sur l'influence, mais sur le contrôle des flux de communication qui affectent les comportements. tandis que leurs intentions stratégiques sont gardées cachées autant que possible. 

## Contre-publics, critiques féministes et expansions
Bien que Structural Transformation ait été (et soit) l'un des ouvrages les plus influents de la philosophie et de la science politique allemandes contemporaines, il a fallu 27 ans pour qu'une version anglaise apparaisse sur le marché en 1989. Sur la base d'une conférence à l'occasion de la traduction anglaise, à laquelle Habermas lui-même a assisté, Craig Calhoun (1992) a édité Habermas and the Public Sphere   - une dissection approfondie de la sphère publique bourgeoise de Habermas par des chercheurs de diverses universités disciplines. La principale critique de la conférence portait sur les "critères institutionnels" énoncés ci-dessus :
1. Domination hégémonique et exclusion : Dans « Repenser la sphère publique », Nancy Fraser propose une révision féministe de la description historique de la sphère publique par Habermas, et la confronte à « l'historiographie révisionniste récente »[15]. Elle se réfère à d'autres chercheurs, comme Joan Landes, Mary P. Ryan et Geoff Eley, lorsqu'elle soutient que la sphère publique bourgeoise était en fait constituée d'un « nombre d'exclusions significatives ». Contrairement aux affirmations de Habermas sur le mépris du statut et de l'inclusivité, Fraser affirme que la sphère publique bourgeoise était discriminatoire à l'égard des femmes et d'autres groupes historiquement marginalisés : "... ce réseau de clubs et d'associations - philanthropiques, civiques, professionnels et culturels - était tout sauf accessible à tous. Au contraire, c'était l'arène, le terrain d'entraînement et finalement la base du pouvoir d'une couche d'hommes bourgeois qui en venaient à se considérer comme une "classe universelle" et se préparaient à affirmer leur aptitude à gouverner." Ainsi, elle stipule une tendance hégémonique de la sphère publique bourgeoise masculine, qui domine au détriment de publics alternatifs (par exemple par le sexe, le statut social, l'ethnicité et la propriété), évitant ainsi aux autres groupes d'articuler leurs préoccupations particulières.
2. Mise entre parenthèses des inégalités : Fraser nous rappelle que « la conception bourgeoise de la sphère publique impose de mettre entre parenthèses les inégalités de statut ». La « sphère publique devait être une arène dans laquelle les interlocuteurs mettaient de côté des caractéristiques telles qu'une différence de naissance et de fortune et se parlaient comme s'ils étaient des pairs sociaux et économiques ». Fraser fait référence à la recherche féministe de Jane Mansbridge, qui note plusieurs "façons pertinentes par lesquelles la délibération peut servir de masque à la domination". Par conséquent, elle soutient que « une telle mise entre parenthèses fonctionne généralement à l'avantage des groupes dominants de la société et au désavantage des subordonnés » . Ainsi, conclut-elle: « Dans la plupart des cas, il serait plus approprié de cesser d'oblitérer les inégalités et de les thématiser explicitement - un point qui s'accorde avec l'esprit de l'éthique communicative ultérieure de Habermas ».
3. La définition problématique de « préoccupation commune » : Nancy Fraser souligne qu'« il n'y a pas de frontières a priori naturellement données » entre les questions généralement conçues comme privées et celles que nous qualifions généralement de publiques (c'est-à-dire de « préoccupation commune »). À titre d'exemple, elle fait référence à l'évolution historique de la conception générale de la violence domestique, qui était auparavant une question d'intérêt principalement privé, pour être désormais généralement acceptée comme une question commune : « Finalement, après une contestation discursive soutenue, nous avons réussi à en faire une préoccupation commune ».

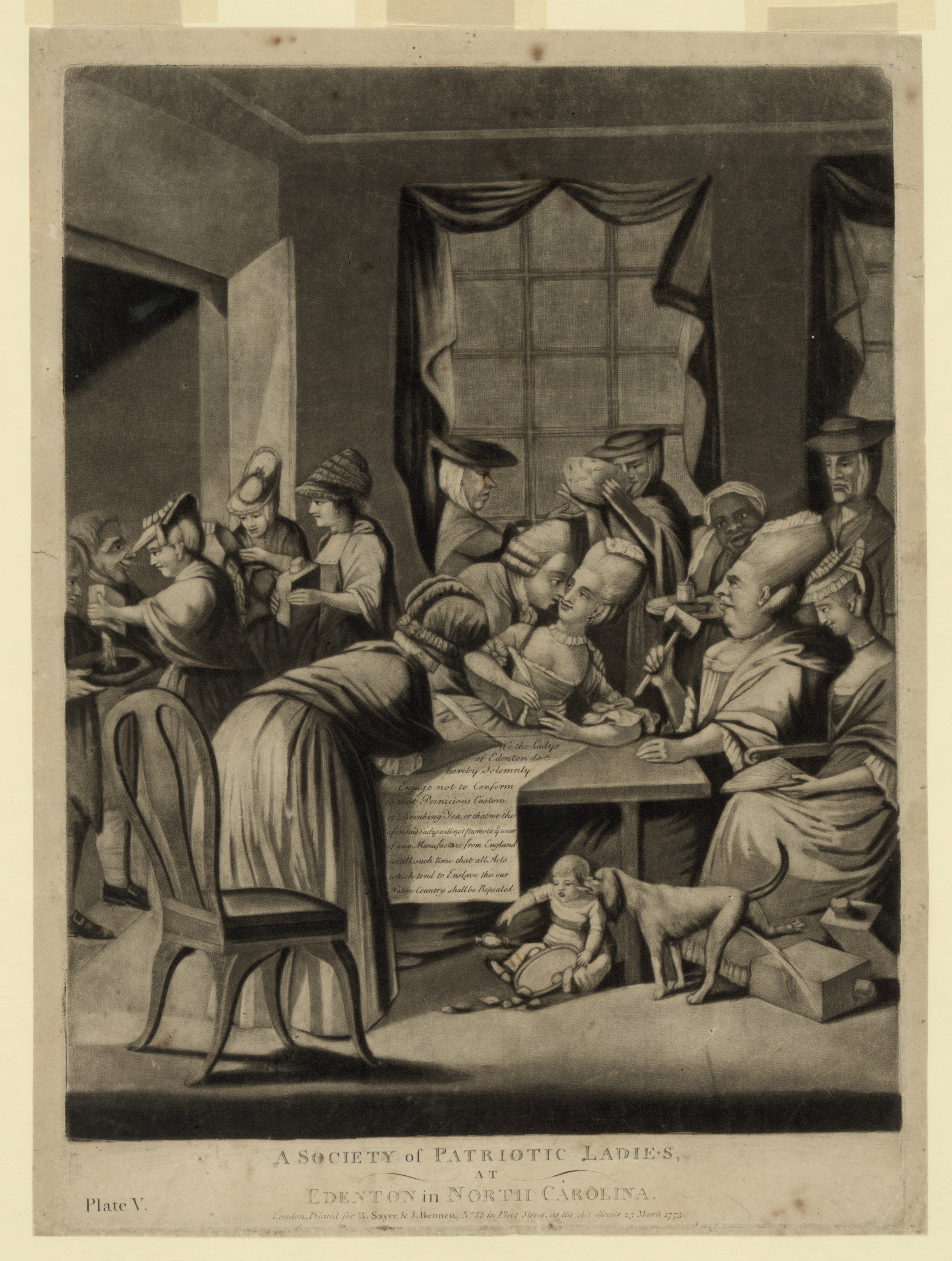
A Society of Patriotic Ladies à Edenton en Caroline du Nord, dessin satirique d'un contre-public féminin en action lors du boycott du thé de 1775

Nancy Fraser a identifié le fait que les groupes marginalisés sont exclus d'une sphère publique universelle, et il était donc impossible de prétendre qu'un groupe serait, en fait, inclusif. Cependant, elle a affirmé que les groupes marginalisés formaient leurs propres sphères publiques et a qualifié ce concept de contre-public subalterne ou de contre-public.
Fraser a travaillé à partir de la théorie de base de Habermas parce qu'elle y voyait « une ressource indispensable », mais a remis en question la structure réelle et a tenté de répondre à ses préoccupations. Elle a fait le constat que « Habermas s'arrête avant de développer un nouveau modèle post-bourgeois de la sphère publique ». Fraser a tenté d'évaluer la sphère publique bourgeoise de Habermas, de discuter de certaines hypothèses de son modèle et d'offrir une conception moderne de la sphère publique.
Dans la réévaluation historique de la sphère publique bourgeoise, Fraser soutient que plutôt que d'ouvrir le domaine politique à tout le monde, la sphère publique bourgeoise a fait passer le pouvoir politique d'un "mode de domination répressif à un mode hégémonique ". Plutôt que de gouverner par le pouvoir, il y avait maintenant l'idéologie de la règle par la majorité. Pour faire face à cette domination hégémonique, Fraser soutient que les groupes réprimés forment des «contre-publics subalternes» qui sont des «arènes discursives parallèles où les membres de groupes sociaux subordonnés inventent et font circuler des contre-discours pour formuler des interprétations oppositionnelles de leurs identités, intérêts et besoins».
Benhabib note que dans l'idée d'Habermas de la sphère publique, la distinction entre les questions publiques et privées sépare les questions qui affectent normalement les femmes (les questions de « reproduction, de soins et de soins pour les jeunes, les malades et les personnes âgées »)  en le domaine privé et hors de la discussion dans la sphère publique. Elle soutient que si la sphère publique doit être ouverte à toute discussion qui affecte la population, il ne peut y avoir de distinctions entre « ce qui est » et « ce qui n'est pas » discuté. Benhabib plaide pour que les féministes contrent le discours public populaire dans leur propre contre-public.
La sphère publique a longtemps été considérée comme le domaine des hommes alors que les femmes étaient censées occuper la sphère domestique privée  . Une idéologie distincte qui prescrivait des sphères distinctes pour les femmes et les hommes a émergé pendant la révolution industrielle .
Le concept d' hétéronormativité est utilisé pour décrire la manière dont ceux qui ne relèvent pas de la dichotomie de base homme / femme du genre ou dont les orientations sexuelles sont autres qu'hétérosexuelles ne peuvent pas revendiquer leur identité de manière significative, provoquant une déconnexion entre leur moi public et leur moi privé. Michael Warner fait le constat que l'idée d'une sphère publique inclusive part du postulat que nous sommes tous pareils sans jugements sur nos semblables. Il soutient que nous devons parvenir à une sorte d'État désincarné afin de participer à une sphère publique universelle sans être jugés. Ses observations pointent vers un contre-public homosexuel et proposent l'idée que les homosexuels doivent autrement rester «enfermés» afin de participer au discours public plus large.

## Rhétorique

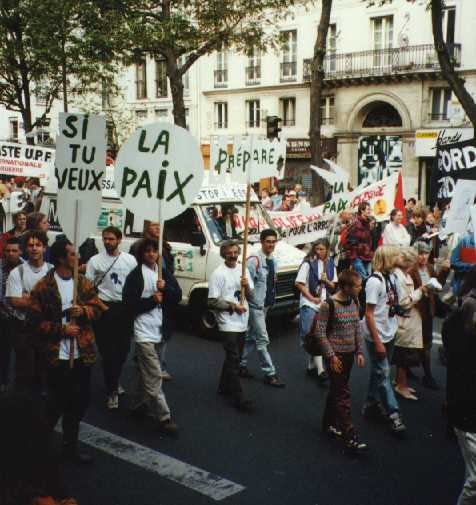
Manifestation contre les essais nucléaires français en 1995 à Paris "Cette interaction peut prendre la forme de ..." rhétorique de rue "de base qui "ouvre un dialogue entre factions concurrentes".

Gerard Hauser propose une direction différente des modèles précédents pour la sphère publique. Il met de l'avant la nature rhétorique des sphères publiques, suggérant que les sphères publiques se forment autour « du dialogue continu sur les questions publiques » plutôt que de l'identité du groupe engagé dans le discours.
Plutôt que de plaider pour une sphère publique inclusive, ou l'analyse de la tension entre les sphères publiques, il a suggéré que les publics étaient formés par des membres actifs de la société autour d'enjeux. Il s'agit d'un groupe d'individus intéressés qui s'engagent dans un discours vernaculaire sur une question spécifique. « Les publics peuvent être refoulés, déformés ou responsables, mais toute évaluation de leur état réel exige que nous inspections l'environnement rhétorique ainsi que l'acte rhétorique à partir duquel ils ont évolué, car ce sont les conditions qui constituent leur caractère individuel ». Ces personnes ont formé des sphères publiques rhétoriques qui étaient basées sur le discours, pas nécessairement un discours ordonné mais toutes les interactions par lesquelles le public intéressé s'engage. Cette interaction peut prendre la forme d'acteurs institutionnels ainsi que la « rhétorique de rue » de base qui « ouvre un dialogue entre factions concurrentes ». Les sphères elles-mêmes se sont formées autour des questions qui étaient en cours de délibération. La discussion elle-même se reproduirait à travers l'éventail des publics intéressés "même si nous manquons de connaissances personnelles avec tous sauf quelques-uns de ses participants et que nous sommes rarement dans des contextes où nous et eux interagissons directement, nous rejoignons ces échanges parce qu'ils discutent des mêmes sujets ". Afin de communiquer dans la sphère publique, « ceux qui entrent dans une arène donnée doivent partager un monde de référence pour que leur discours produise une prise de conscience d'intérêts communs et d'opinions publiques à leur sujet ». Ce monde est constitué de significations communes et de normes culturelles à partir desquelles une interaction peut avoir lieu.

Graffiti politique sur la rive sud de la Tamise à Londres 2005, "même si nous manquons de connaissances personnelles avec tous sauf quelques-uns de ses participants et que nous sommes rarement dans des contextes où nous et eux interagissons directement, nous rejoignons ces échanges parce qu'ils discutent de la même questions".

La sphère publique rhétorique a plusieurs caractéristiques principales :
1. il est basé sur le discours plutôt que sur la classe.
2. les normes critiques sont dérivées des pratiques discursives réelles. En supprimant le caractère raisonnable universel de l'image, les arguments sont jugés en fonction de leur résonance auprès de la population qui discute de la question.
3. la mise entre parenthèses intermédiaires des échanges discursifs. Plutôt qu'une conversation qui se poursuit à travers une population dans son ensemble, la sphère publique est composée de nombreux dialogues intermédiaires qui fusionnent plus tard dans la discussion [28].

La sphère publique rhétorique est caractérisée par cinq normes rhétoriques à partir desquelles elle peut être mesurée et critiquée. La mesure dans laquelle la sphère publique adhère à ces normes détermine l'efficacité de la sphère publique dans le cadre du modèle rhétorique. Ces normes sont :
1. frontières perméables : bien qu'une sphère publique puisse avoir une appartenance spécifique comme tout mouvement social ou assemblée délibérante, des personnes extérieures au groupe peuvent participer à la discussion.
2. activité : Les publics sont actifs plutôt que passifs. Ils ne se contentent pas d'entendre le problème et d'applaudir, mais ils engagent plutôt activement le problème et les publics qui l'entourent.
3. langage contextualisé : Ils exigent que les participants adhèrent à la norme rhétorique du langage contextualisé pour rendre leurs expériences respectives intelligibles les unes aux autres.
4. apparence crédible : La sphère publique doit apparaître crédible entre elle et pour le public extérieur.
5. tolérance : Afin de maintenir un discours dynamique, les autres opinions doivent être autorisées à entrer dans l'arène[29].

Dans tout cela, Hauser pense qu'une sphère publique est un « espace discursif dans lequel des étrangers discutent de questions qu'ils perçoivent comme importantes pour eux et leur groupe. Ses échanges rhétoriques sont les bases d'une prise de conscience partagée d'enjeux communs, d'intérêts partagés, de tendances d'étendue et de force de la différence et de l'accord, et de l'auto-constitution en tant que public dont les opinions portent sur l'organisation de la société ».
Ce concept selon lequel la sphère publique agit comme un médium dans lequel l'opinion publique se forme est analogue à une lampe à lave. Tout comme la structure de la lampe change, sa lave se séparant et formant de nouvelles formes, il en va de même pour la création par la sphère publique d'opportunités de discours pour s'adresser à l'opinion publique, formant ainsi de nouvelles discussions de rhétorique. La lave du public qui maintient ensemble les arguments publics est la conversation publique.

## Médias
Habermas soutient que la sphère publique nécessite  « des moyens spécifiques pour transmettre l'information et influencer ceux qui la reçoivent ».
L'argument d'Habermas montre que les médias revêtent une importance particulière pour la constitution et le maintien d'une sphère publique. Les discussions sur les médias ont donc eu une importance particulière dans la théorie de la sphère publique.

### En tant qu'acteurs de la sphère publique politique
Selon Habermas, il existe deux types d'acteurs sans lesquels aucune sphère publique politique ne pourrait fonctionner : les professionnels du système médiatique et les hommes politiques . Pour Habermas, il y a cinq types d'acteurs qui font leur apparition sur la scène virtuelle d'une sphère publique instituée :
(a) Les lobbyistes qui représentent des groupes d'intérêts particuliers ;

 (b) Les défenseurs qui soit représentent des groupes d'intérêt général, soit remplacent le manque de représentation de groupes marginalisés qui sont moins susceptibles d'exprimer efficacement leurs intérêts ;
(c) Des experts qui sont crédités de connaissances professionnelles ou scientifiques dans un domaine spécialisé et qui sont invités à donner des conseils ;
(d) Des entrepreneurs moraux qui attirent l'attention du public sur des problèmes supposés négligés ;

 (e) Intellectuels qui ont acquis, contrairement aux avocats ou aux entrepreneurs moraux, une réputation personnelle perçue dans un domaine (par exemple, en tant qu'écrivains ou universitaires) et qui, contrairement aux experts et aux lobbyistes, s'engagent spontanément dans le discours public avec l'intention déclarée de promouvoir les intérêts généraux . 

### Youtube
Habermas soutient que sous certaines conditions, les médias agissent pour faciliter le discours dans une sphère publique. L'essor d'Internet a provoqué une recrudescence d'universitaires appliquant les théories de la sphère publique aux technologies Internet.
Par exemple, une étude de S. Edgerly et al.  s'est concentré sur la capacité de YouTube à servir de sphère publique en ligne. Les chercheurs ont examiné un large échantillon de commentaires vidéo en utilisant la California Proposition 8 (2008) comme exemple. Les auteurs soutiennent que certains chercheurs pensent que la sphère publique en ligne est un espace où un large éventail de voix peut s'exprimer en raison de la "faible barrière d'entrée"  et de l'interactivité. Cependant, ils pointent également un certain nombre de limites. Edgerly et al. disent que le discours affirmatif présuppose que YouTube peut être un acteur influent dans le processus politique et qu'il peut servir de force influente pour mobiliser politiquement les jeunes. YouTube a permis à tout un chacun d'acquérir toutes les connaissances politiques qu'il souhaite. Les auteurs mentionnent des critiques selon lesquelles YouTube est construit autour de la popularité des vidéos au contenu sensationnaliste. Cela a également permis aux gens de se diffuser dans une large sphère publique, où les gens peuvent se forger leur propre opinion et discuter de différentes choses dans les commentaires. Les recherches d'Edgerly et al.  constaté que les commentaires YouTube analysés étaient divers. Ils soutiennent qu'il s'agit d'un indicateur possible que YouTube offre un espace de discussion publique. Ils ont également constaté que le style des vidéos YouTube influence la nature du commentaire. Enfin, ils ont conclu que les positions idéologiques de la vidéo ont influencé le langage des commentaires. Les résultats des travaux suggèrent que YouTube est une plate-forme de la sphère publique.

### Les limites des médias et d'Internet
Certains, comme Colin Sparks, notent qu'une nouvelle sphère publique mondiale devrait être créée dans le sillage de la mondialisation croissante et des institutions mondiales, qui opèrent au niveau supranational. Cependant, les questions clés pour lui étaient de savoir s'il existe des médias en termes de taille et d'accès pour remplir ce rôle. Les médias traditionnels, note-t-il, sont proches de la sphère publique dans ce sens véritable. Néanmoins, des limites sont imposées par le marché et la concentration de la propriété. À l'heure actuelle, les médias mondiaux ne parviennent pas à constituer la base d'une sphère publique pour au moins trois raisons. De même, il note qu'Internet, malgré tout son potentiel, ne répond pas aux critères d'une sphère publique et qu'à moins que ceux-ci ne soient "surmontés, il n'y aura aucun signe d'une sphère publique mondiale".
Les chercheurs allemands Jürgen Gerhards et Mike S. Schäfer ont mené une étude en 2009 afin de déterminer si Internet offre un environnement de communication meilleur et plus large par rapport aux journaux de qualité. Ils ont analysé comment la question de la recherche sur le génome humain était décrite entre 1999 et 2001 dans des journaux populaires de qualité en Allemagne et aux États-Unis par rapport à la façon dont elle apparaissait sur les moteurs de recherche au moment de leur recherche. Leur intention était d'analyser quels acteurs et quelles sortes d'opinions le sujet générait à la fois dans la presse écrite et sur Internet et de vérifier si l'espace en ligne s'avérait être une sphère publique plus démocratique, avec un plus large éventail de sources et d'opinions. Gerhards et Schäfer disent n'avoir trouvé "que des preuves minimes pour soutenir l'idée qu'Internet est un meilleur espace de communication que la presse écrite" . « Dans les deux médias, la communication est dominée par des acteurs scientifiques (bio- et naturels) ; l'inclusion populaire ne se produit pas » . Les chercheurs soutiennent que les algorithmes de recherche sélectionnent les sources d'information en fonction de la popularité de leurs liens. « Leur contrôle d'accès, contrairement aux anciens médias de masse, repose principalement sur les caractéristiques techniques des sites Web ». Pour Gerhards et Schäfer, Internet n'est pas une sphère publique alternative car les voix moins importantes finissent par être réduites au silence par les algorithmes des moteurs de recherche. "Les moteurs de recherche pourraient en fait faire taire le débat sociétal en donnant plus d'espace aux acteurs et institutions établis". Une autre tactique qui soutient ce point de vue est l'astroturfing. Le chroniqueur du 'Guardian George Monbiot a déclaré que le logiciel Astroturfing « a le potentiel de détruire Internet en tant que forum de débat constructif. Cela met en péril la notion de démocratie en ligne ».

### Virtuel
Il y a eu un débat académique sur l'impact des médias sociaux sur la sphère publique. Les sociologues Brian Loader et Dan Mercea donnent un aperçu de cette discussion. Ils soutiennent que les médias sociaux offrent de plus en plus d'opportunités de communication politique et permettent des capacités démocratiques de discussion politique dans la sphère publique virtuelle. L'effet serait que les citoyens pourraient contester le pouvoir politique et économique des gouvernements et des entreprises. De plus, de nouvelles formes de participation politique et de nouvelles sources d'information pour les utilisateurs émergent avec Internet qui peuvent être utilisées, par exemple, dans des campagnes en ligne. Cependant, les deux auteurs soulignent que les usages dominants des médias sociaux sont le divertissement, la consommation et le partage de contenu entre amis. Loader et Mercea soulignent que "les préférences individuelles révèlent une répartition inégale des liens sociaux avec quelques nœuds géants tels que Google, Yahoo, Facebook et YouTube attirant la majorité des utilisateurs". Ils soulignent également que certains critiques ont exprimé leur inquiétude quant au manque de sérieux de la communication politique sur les plateformes de médias sociaux . De plus, les frontières entre la couverture médiatique professionnelle et le contenu généré par les utilisateurs s'estomperaient sur les réseaux sociaux.
Les auteurs concluent que les médias sociaux offrent de nouvelles opportunités de participation politique ; cependant, ils avertissent les utilisateurs des risques liés à l'accès à des sources non fiables. Internet impacte la sphère publique virtuelle de plusieurs manières, mais n'est pas une plateforme utopique gratuite comme certains observateurs l'affirmaient au début de son histoire.

### Publicité médiatisée
John Thompson critique l'idée traditionnelle de sphère publique de Habermas, car elle est centrée principalement sur les interactions en face à face. Au contraire, Thompson soutient que la société moderne se caractérise par une nouvelle forme de « publicité médiatisée », dont les principales caractéristiques sont :
- Déspatialisé (il y a une rupture temps/espace. Les gens peuvent voir plus de choses, car ils n'ont pas besoin de partager le même emplacement physique, mais cette vision étendue a toujours un angle, sur lequel les gens n'ont aucun contrôle).
- Non dialogique (unidirectionnel. Par exemple, les présentateurs à la télévision ne sont pas en mesure d'adapter leur discours aux réactions du public, puisqu'ils sont visibles par un large public mais que ce public ne leur est pas directement visible. Cependant, internet permet une plus grande interactivité).
- Des publics plus larges et plus diversifiés. (Le même message peut atteindre des personnes ayant une éducation différente, une classe sociale différente, des valeurs et des croyances différentes, etc. )

Cette publicité médiatisée a modifié les relations de pouvoir de manière que non seulement le plus grand nombre soit visible pour le petit nombre, mais que le petit nombre puisse désormais voir le plus grand nombre :
"Alors que le Panoptique rend beaucoup de gens visibles à quelques-uns et permet d'exercer un pouvoir sur le plus grand nombre en les soumettant à un état de visibilité permanente, le développement des moyens de communication fournit un moyen par lequel beaucoup de gens peuvent recueillir des informations sur quelques-uns et, en même temps, quelques-uns peuvent apparaître devant beaucoup ; grâce aux médias, ce sont d'abord ceux qui exercent le pouvoir, plutôt que ceux sur qui le pouvoir s'exerce, qui sont soumis à une certaine forme de visibilité ». 
Cependant, Thompson reconnaît également que "les médias et la visibilité sont une épée à double tranchant"  ce qui signifie que même s'ils peuvent être utilisés pour montrer une image améliorée (en gérant la visibilité), les individus ne contrôlent pas totalement leur auto- présentation. Les erreurs, les gaffes ou les scandales sont désormais enregistrés et donc plus difficiles à nier, car ils peuvent être rejoués par les médias.

### Le modèle de la fonction publique
Des exemples du modèle de service public incluent la BBC en Grande-Bretagne, et l' ABC et la SBS en Australie. La fonction politique et l'effet des modes de communication publique se sont traditionnellement poursuivis avec la dichotomie entre l'État hégélien et la société civile. La théorie dominante de ce mode inclut la théorie libérale de la presse libre. Cependant, le modèle de service public, réglementé par l'État, qu'il soit financé par des fonds publics ou privés, a toujours été considéré non pas comme un bien positif mais comme une nécessité malheureuse imposée par les limites techniques de la rareté des fréquences.
Selon le concept d'espace public de Habermas  la force de ce concept est qu'il identifie et souligne l'importance pour la politique démocratique d'une sphère distincte de l'économie et de l'État. D'autre part, ce concept conteste la tradition libérale de la presse libre à partir des fondements de sa matérialité, et il conteste également la critique marxiste de cette tradition à partir des fondements de la spécificité de la politique.
De la critique de Garnham  trois grandes vertus de l'espace public de Habermas sont évoquées. Premièrement, il se concentre sur l'indissoluble entre les institutions et les pratiques de la communication publique de masse et les institutions et les pratiques de la politique démocratique. La deuxième vertu de l'approche de Habermas se concentre sur la base de ressources matérielles nécessaires pour le public. Sa troisième vertu est d'échapper à la simple dichotomie entre marché libre et contrôle de l'État qui domine tant de réflexions sur la politique des médias.

## Théories non libérales
Oskar Negt et Alexander Kluge ont adopté une vision non libérale des sphères publiques et ont soutenu que les réflexions de Habermas sur la sphère publique bourgeoise devraient être complétées par des réflexions sur les sphères publiques prolétariennes et les sphères publiques de production .

### Prolétarien
La distinction entre les sphères publiques bourgeoise et prolétarienne n'est pas principalement une distinction entre les classes. La sphère publique prolétarienne est plutôt à concevoir comme les pulsions  « exclues », vagues, inarticulées de résistance ou de ressentiment. La sphère publique prolétarienne porte les sentiments subjectifs, le malaise égocentrique avec le récit public commun, les intérêts qui ne sont pas valorisés socialement
"En tant qu'intérêts extra-économiques, ils existent - précisément dans les zones interdites du fantasme sous la surface des tabous - en tant que stéréotypes d'un contexte de vie prolétarien organisé sous une forme simplement rudimentaire." 
Les sphères publiques bourgeoise et prolétarienne se définissent mutuellement : la sphère publique prolétarienne porte les « restes » de la sphère publique bourgeoise, tandis que la sphère publique bourgeoise est basée sur les forces productives du ressentiment sous-jacent :
« A cet égard, ils « [c'est-à-dire les sphères publiques prolétariennes] » ont deux caractéristiques : dans leur attitude défensive envers la société, leur conservatisme et leur caractère sous-culturel, ils sont encore une fois de simples objets ; mais ils sont, en même temps, le bloc de la vie réelle qui va à l'encontre de l'intérêt de la valorisation. Tant que le capital dépend du travail vivant comme source de richesse, cet élément du contexte prolétarien de la vie ne peut être éteint par la répression." 

### Production
Negt et Kluge soulignent en outre la nécessité de considérer une troisième dimension des sphères publiques : les sphères publiques de production. Les sphères publiques de production captent les pulsions de ressentiment et les instrumentalisent dans les sphères productives. Les sphères publiques de production sont entièrement instrumentales et n'ont aucune impulsion critique (contrairement aux sphères bourgeoise et prolétarienne). Les intérêts qui sont incorporés dans la sphère publique de la production prennent une forme capitaliste, et les questions de leur légitimité sont ainsi neutralisées.

### Public biopolitique
À la fin du XXe siècle, les discussions sur les sphères publiques ont pris une nouvelle tournure biopolitique. Traditionnellement, les sphères publiques étaient considérées comme la façon dont les agents libres transgressent les sphères privées. Michael Hardt et Antonio Negri ont, en s'appuyant sur les écrits de feu Michel Foucault sur la biopolitique, suggéré de reconsidérer la distinction même entre sphères publique et privée. Ils soutiennent que la distinction traditionnelle est fondée sur une certaine conception (capitaliste) de la propriété qui suppose des séparations nettes entre les intérêts. Cette conception de la propriété est (selon Hardt et Negri) basée sur une économie de rareté. L'économie de rareté se caractérise par une impossibilité de partager les biens. Si "l'agent A" mange le pain, "l'agent B" ne peut pas l'avoir. Les intérêts des agents sont donc, en général, clairement séparés.
Cependant, avec l'évolution de l'économie vers une matérialité informationnelle, dans laquelle la valeur est basée sur la signification informationnelle, ou les récits entourant les produits, la séparation subjective nette n'est plus évidente. Hardt et Negri voient les approches open source comme des exemples de nouveaux modes de coopération qui illustrent comment la valeur économique n'est pas fondée sur la possession exclusive, mais plutôt sur les potentialités collectives. La matérialité informationnelle se caractérise par le fait qu'elle ne gagne de la valeur qu'en étant partagée. Hardt et Negri suggèrent ainsi que les communs deviennent le point focal des analyses des relations publiques. Le fait est qu'avec ce changement, il devient possible d'analyser comment les distinctions mêmes entre le privé et le public évoluent.

## Voir également
- Théorie de l'argumentation
- Communs
- Relation interpersonnelle
- Délibération en ligne
- Manifestation
- Lieu public
- Projet pour les espaces publics
- Hypersphère publique
- La sphère publique: un article d'encyclopédie (1964)
- Res publica
- Règle selon la loi supérieure
- Richard Sennett
- La vie des autres - Un film qui décrit la surveillance de la scène culturelle de Berlin-Est par des agents de la Stasi pendant la guerre froide